# Agrobacterium
Agrobacterium (лат.) — группа грамотрицательных бактерий, впервые выделенная как самостоятельный род Г. Дж. Конном в 1942 году. Представители рода способны к горизонтальному переносу генов при помощи которого вызывают опухоли у растений. Наиболее исследованным и хорошо изученным видом этого рода является Agrobacterium tumefaciens. Agrobacterium широко известен своей способностью осуществлять взаимообратный перенос ДНК между собой и растениями. Благодаря этому свойству представители этого рода стали важным инструментом генной инженерии.
Род Agrobacterium гетерогенен по своему составу. В 1998 году была проведена реклассификация, в результате которой всех представителей Agrobacterium разделили на четыре новых рода: Ahrensia, Pseudorhodobacter, Ruegeria и Stappia. Однако, более поздние исследования 2001—2003 годов пришли к выводу, что большую часть видов следует причислить к роду Rhizobium.

## Патогены растений

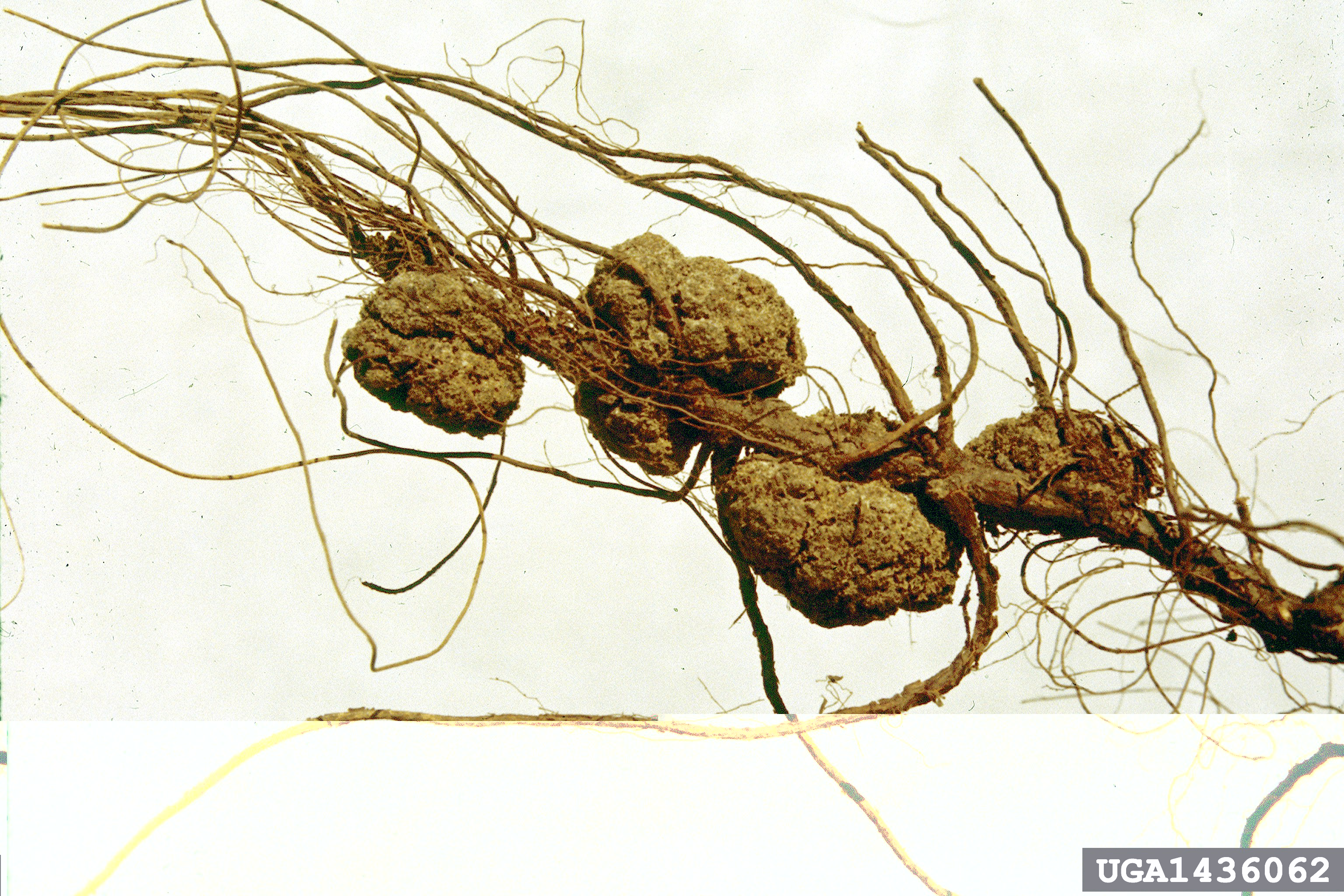
Аномальный рост этих корней (галлы) вызван бактерией Agrobacterium sp.

A. tumefaciens вызывает образование у растений злокачественных опухолей — галл. Обычно они возникают в месте смыкания корня и побега. Такие опухоли возникают в результате конъюгационного переноса бактериальной Ti-плазмиды (Т-ДНК) в клетки растения. Близкородственный вид A. rhizogenes также вызывает корневые опухоли и обладает специальной Ri-плазмидой (англ. root-inducing — индуцирующая корни). Хотя таксономическое положение Agrobacterium постоянно пересматривается, всё же можно разделить этот род на три биовара: A. tumefaciens, A. rhizogenes и A. vitis. Штаммы в группе A. tumefaciens и  A. rhizogenes могут обладать либо Ti либо Ri-плазмидой, в то время как штаммы из группы A. vitis, обычно поражающие только виноград, несут Ti-плазмиду. Из природных образцов были выделены штаммы не относящиеся к Agrobacterium, которые несли Ri-плазмиду, а  лабораторные исследования показали, что штаммы не относящиеся к Agrobacterium также могут нести Ti-плазмиду. Многие природные штаммы Agrobacterium не обладают ни Ti ни Ri-плазмидой и, поэтому, не являются вирулентными.
Плазмидная T-ДНК полуслучайным образом внедряется в геном клетки хозяина, и происходит экспрессия генов, ответственных за образование опухоли, что в конечном итоге приводит к образованию галла. T-ДНК содержит гены, кодирующие ферменты, необходимые для синтеза нестандартных аминокислот, обычно октопина или нопалина. Здесь же закодированы ферменты для синтеза растительных гормонов ауксина и цитокинина, а также для биосинтеза разного рода опинов, которые обеспечивают бактериям источник углерода и азота, недоступный для других микроорганизмов. Такая стратегия даёт Agrobacterium селективное преимущество. Изменение гормонального баланса растения, приводит к нарушению деления клеток и образованию опухоли. Соотношение ауксина к цитокину определяет морфологию опухоли (корнеобразная, бесформенная или побегообразная).

## Патогены человека
Хотя обычно Agrobacterium инфицирует только растения, он может вызывать оппортунистические заболевания у людей с ослабленным иммунитетом, но пока нет данных указывающих на его опасность для здоровых индивидов. Самое раннее сообщение о заболевании человека, вызванном Agrobacterium radiobacter, сделал Доктор Дж. Р. Кейн из Шотландии (1988). Более поздние исследования подтвердили, что Agrobacterium поражает и генетически трансформирует некоторые виды человеческих клеток и способен вводить T-ДНК в клеточный геном. Исследование проводилось с использованием культуры человеческой ткани, поэтому не было сделано каких либо оценок о патогенности этого организма для человека в природе.

## Использование в биотехнологии
Способность Agrobacterium переносить свои гены в растения и грибы используется в биотехнологии, в частности в генетической инженерии с целью улучшения производительности растений. Обычно для этих целей используются модифицированные Ti или Ri плазмиды. Сначала плазмиду 'обезвреживают', удаляя гены, вызывающие развитие опухоли; единственная необходимая для процесса переноса часть T-ДНК это два маленьких (25 пар оснований) краевых повтора. Для успешной трансформации необходим по крайней мере один такой повтор. Марк Ван Монтегю и Джозеф Шелл из Гентского университета (Бельгия) открыли механизм переноса генов между Agrobacterium и растениями, что привело к созданию методов по изменению ДНК Agrobacterium с целью эффективной доставки генов в клетки растений. Команда исследователей под руководством Доктора Мэри-Делл Чилтон впервые продемонстрировала, что удаление генов вирулентности не оказывает неблагоприятного воздействия на  способность Agrobacterium вводить своё ДНК в растительный геном (1983).
Гены, которые будут введены в растительную клетку клонируют в специальный вектор для трансформации растений, который состоит их участка T-ДНК обезвреженной плазмиды и селективного маркёра (например, гена устойчивости к антибиотику), который позволяет осуществлять отбор растений, успешно прошедших трансформацию. Далее, трансформированные растения выращивают в среде с антибиотиком, и те из них, кто не несёт Т-ДНК и ген устойчивости в своём геноме, погибнут.

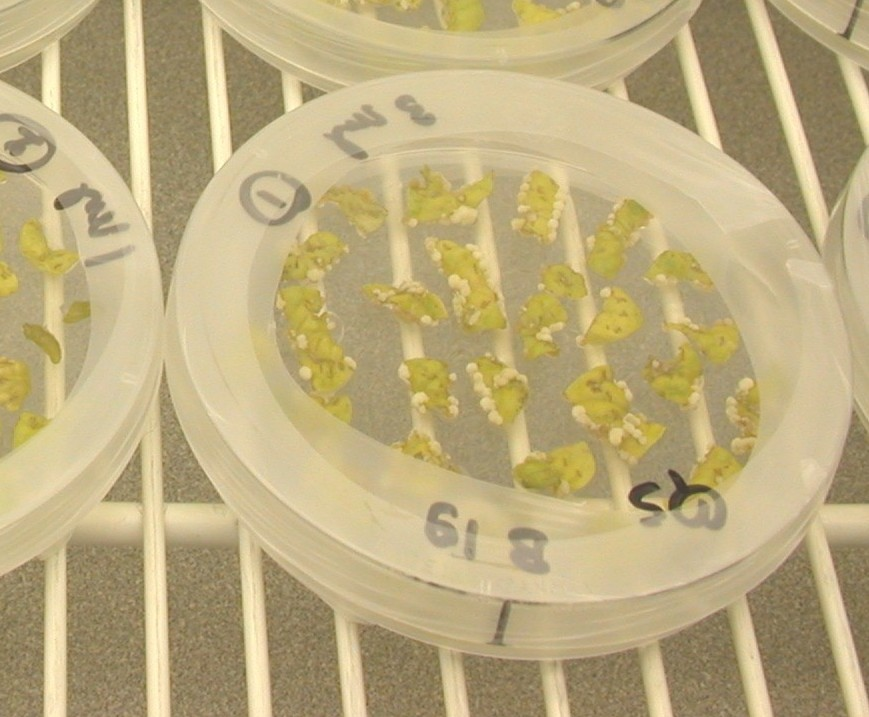
S. chacoense трансформированный при помощи Agrobacterium. С края листа трансформированные клетки начинаяют формировать каллус.

Трансформация с использованием Agrobacterium можно осуществить двумя путями. Протопласты или листовые пластинки инкубируются с Agrobacterium, а затем целое растение регенируруют, используя метод культуры тканей. Стандартный метод для трансформации Arabidopsis — это метод окунания цветка: цветы окунают в культуру Agrobacterium, и бактерии трансформируют половые клетки, которые производят женские гаметы. Затем, полученные семена можно проверить на устойчивость к антибиотику (или отбирать используя любой другой маркёр). Альтернативным методом является агроинфильтрация, когда раствор с культурой бактериальных клеток вводят в лист через устьица.
Agrobacterium не поражает все виды растений, но существует несколько других эффективных техник для трансформации, например генная пушка.
Agrobacterium входит в список источников генетического материала, использованного для создания следующих ГМО в США:
- Соя
- Хлопок
- Кукуруза
- Сахарная свёкла
- Люцерна посевная
- Пшеница
- Рапс
- Ползучая полевица (кормовая культура)
- Рис (Золотой рис)

## Виды
| Положение вида в роде Agrobacterium                                   | Современное положение                                                                           |
| --------------------------------------------------------------------- | ----------------------------------------------------------------------------------------------- |
| "A. aggregatum" Ahrens 1968                                           | Labrenzia aggregata (Uchino et al. 1999) Biebl et al. 2007                                      |
| "A. albilineans" (Ashby 1929) Savulescu 1947                          | Xanthomonas albilineans (Ashby 1929) Dowson 1943 emend. van den Mooter and Swings 1990          |
| A. atlanticum Rüger and Höfle 1992                                    | Ruegeria atlantica (Rüger and Höfle 1992) Uchino et al. 1999 emend. Vandecandelaere et al. 2008 |
| A. ferrugineum (ex Ahrens and Rheinheimer 1967) Rüger and Höfle 1992  | Pseudorhodobacter ferrugineus (Rüger and Höfle 1992) Uchino et al. 2003                         |
| A. gelatinovorum (ex Ahrens 1968) Rüger and Höfle 1992                | Thalassobius gelatinovorus (Rüger and Höfle 1992) Arahal et al. 2006                            |
| "A. kieliense" Ahrens 1968                                            | Ahrensia kielensis corrig. (ex Ahrens 1968) Uchino et al. 1999                                  |
| A. larrymoorei Bouzar and Jones 2001                                  | Rhizobium larrymoorei (Bouzar and Jones 2001) Young 2004                                        |
| A. meteori Rüger and Höfle 1992                                       | Ruegeria atlantica (Rüger and Höfle 1992) Uchino et al. 1999 emend. Vandecandelaere et al. 2008 |
| A. radiobacter (Beijerinck and van Delden 1902) Conn 1942             | Rhizobium radiobacter (Beijerinck and van Delden 1902) Young et al. 2001                        |
| "A. rathayi" (Smith 1913) Savulescu 1947                              | Rathayibacter rathayi (Smith 1913) Zgurskaya et al. 1993                                        |
| A. rhizogenes (Riker et al. 1930) Conn 1942 emend. Sawada et al. 1993 | Rhizobium rhizogenes (Riker et al. 1930) Young et al. 2001                                      |
| A. rubi (Hildebrand 1940) Starr and Weiss 1943                        | Rhizobium rubi (Hildebrand 1940) Young et al. 2001                                              |
| "A. sanguineum" Ahrens and Rheinheimer 1968                           | Porphyrobacter sanguineus (ex Ahrens and Rheinheimer 1968) Hiraishi et al. 2002                 |
| A. stellulatum (ex Stapp and Knösel 1954) Rüger and Höfle 1992        | Stappia stellulata (Rüger and Höfle 1992) Uchino et al. 1999 emend. Biebl et al. 2007           |
| A. tumefaciens (Smith and Townsend 1907) Conn 1942typus               | Rhizobium radiobacter (Beijerinck and van Delden 1902) Young et al. 2001                        |
| A. vitis Ophel and Kerr 1990                                          | Allorhizobium vitis (Ophel and Kerr 1990) Mousavi et al. 2016                                   |

## Внешние ссылки
- Kyndt T., Quispe D., Zhai H., Jarret R., Ghislain M., Liu Q., Gheysen G., Kreuze J. F. The genome of cultivated sweet potato contains Agrobacterium T-DNAs with expressed genes: An example of a naturally transgenic food crop (англ.) // Proceedings of the National Academy of Sciences : journal. — National Academy of Sciences, 2015. — P. 201419685. — doi:10.1073/pnas.1419685112.
- Current taxonomy of Agrobacterium species, and new Rhizobium names.
- Agrobacteria is used as gene ferry — Plant transformation with Agrobacterium.